# Lucien Wahl
Pour les articles homonymes, voir Wahl (homonymie).
Lucien Wahl (Belfort, 22 janvier 1874 - Néris-les-Bains, 15 mai 1967) est un journaliste, critique de cinéma français.

## Biographie
Lucien Wahl est considéré comme un des premiers à avoir estimé nécessaire, dans un article de Le Petit Bleu de 1911 , la création d'une critique cinématographique à l'instar de la critique dramatique.
Il a collaboré à : L’Information, Le Journal des débats, L’Intransigeant, Le Quotidien, L’Œuvre, Le Populaire, La Connaissance, La Renaissance politique, littéraire, artistique, Le Molière, Les Chroniques du jour, Cinémagazine, Pour vous, Mon film.
Il a été un membre actif du Club français du cinéma,.

## Articles
- « Souvenirs d’un critique “intraitable” », L’Écran français, 7 novembre au 12 décembre 1945, n° 19 à 24
- « La Comédie-Française et le cinéma », Pour vous, 26 juillet 1934
- « La grande sévérité de Georges Duhamel », Pour vous, n° 80, 29 mai 1930, p. 2
- « Le Valentin de G. Duhamel, Charlot et le cinéma », Pour vous, n° 170, 18 février 1930, p. 2
- « L’amputation des films », Cinémagazine, Pour vous, n° 13, 31 mars 1922, p. 396-397

## Hommage
- André Bazin à propos de Lucien Wahl : « [...] il faut rendre ici hommage à ceux qui, comme Lucien Wahl ou Léon Moussinac furent entre quelques autres, les pionniers de la critique indépendante. Leur compétence alliée à une vertu exemplaire a fait beaucoup pour nous permettre de trouver aujourd’hui tout naturel qu’un critique ne soit pas acheté. », « Misère, servitude et grandeur de la critique de films », Revue internationale du cinéma, n° 2, 1er mai 1949, p. 20